# العربي أو مصير أسطورة كرة القدم
العربي أو مصير أسطورة كرة القدم هو فيلم مغربي من إخراج إدريس المريني سنة 2011، و بطولة كل من محمد خشلة، محسن مهتدي، فضيلة بنموسى، حنان الإبراهيمي، بشرى أهريش، إضافة إلى عدد من الممثلين الأوروبيين.
يعتبر الفيلم أول عمل مغربي يرصد مسار أسطورة كرة القدم المغربية الحاج العربي بن مبارك، الملقب بالجوهرة السوداء، الذي مات وحيدا في ظروف مأساوية، وهو قصة مستوحاة من سيرة حياة هذا اللاعب الدولي الذي سطع نجمه ما بين الثلاثينات والخمسينات من القرن العشرين.

## القصة
يتناول الفيلم رحلة الجوهرة السوداء، (الذي عاش في الفترة الممتدة بين سنتي 1917، و1992)، من ثلاثينيات إلى خمسينيات القرن الماضي، وهي المرحلة التي دخل فيها العربي بنمبارك في سجل تاريخ كرة القدم العالمية.

## روابط خارجية
- العربي أو مصير أسطورة كرة القدم على موقع IMDb (الإنجليزية)
- العربي أو مصير أسطورة كرة القدم على موقع africine
- العربي أو مصير أسطورة كرة القدم على موقع قناة الأولى